# Берёзово (Промышленновский район)
Берёзово — село в Промышленновском районе Кемеровской области. Входит в состав Падунского сельского поселения.

## География
Центральная часть населённого пункта расположена на высоте 146 м над уровнем моря.

## Население
| 2010 |
| ---- |
| 114  |

### Половой состав
По данным Всероссийской переписи населения 2010 года, в селе Берёзово проживало 114 человек (50 мужчин, 64 женщины).